# Atletica leggera ai Giochi della XXII Olimpiade - 800 metri piani maschili

Video della Finale (commento originale della BBC)

Gli 800 metri piani hanno fatto parte del programma maschile di atletica leggera ai Giochi della XXII Olimpiade. La competizione si è svolta nei giorni 24-26 luglio 1980 allo Stadio Lenin di Mosca.

## Presenze ed assenze dei campioni in carica
| Competizione   | Atleta             | Prestazione | Mosca 1980 |
| -------------- | ------------------ | ----------- | ---------- |
| Olimpiadi 1976 | Alberto Juantorena | 1'43”50     | Presente   |
| Europei 1978   | Olaf Beyer         | 1'43”84     | Presente   |
| Asiatici 1978  | Sriram Singh       | 1'48”8      | Presente   |

### Assenti a causa del boicottaggio
| Competizione         | Atleta              | Prestazione |
| -------------------- | ------------------- | ----------- |
| Africani 1978        | James Maina         | 1'47”14     |
| Commonwealth 1978    | Mike Boit           | 1'46”39     |
| Panamericani 1979    | James Robinson      | 1'46”3      |
| Coppa del mondo 1979 | James Maina (Kenya) | 1'47”69     |

## La gara
Il mezzofondo veloce vive sulla rivalità tra due atleti britannici: Sebastian Coe (1'41"73) e Steven Ovett (1'42"33). Sul doppio giro di pista il favorito è Coe, detentore del record mondiale. Il campione uscente Juantorena invece non si dedica più alla specialità e a Mosca gareggia solo sui 400.

In semifinale è eliminato il tedesco est Olaf Beyer, campione europeo in carica. La finale sarà un duello tra i due inglesi.

La finale si decide a 200 metri dall'arrivo, quando Coe si ritrova imbottigliato nel gruppo. Riesce a sprintare, ma Ovett ha già acquisito un vantaggio di qualche metro che conserva fino alla fine. L'oro è suo.

## Risultati

### Turni eliminatori
| 6 Batterie   | 24 luglio | 41 partenti   | Si qualificano i primi 3 + i 6 migliori tempi. |
| 3 Semifinali | 25 luglio | 8 + 8 +8      | Si qualificano i primi 2 + i 2 migliori tempi. |
| Finale       | 26 luglio | 8 concorrenti |                                                |

### Finale
| Record mondiale                         | 1'42"33A | Sebastian Coe      | Gran Bretagna | Oslo (Nor)     | 1979           |
| Record olimpico                         | 1'43"50  | Alberto Juantorena | Cuba          | Montréal (Can) | 1976           |
| Miglior prestazione mondiale stagionale | 1'44"53  | Donald Paige       | Stati Uniti   |                | 23 giugno 1980 |

| Posizione | Nome               | Paese            | Tempo  |
| --------- | ------------------ | ---------------- | ------ |
| Oro       | Steve Ovett        | Gran Bretagna    | 1'45"4 |
| Argento   | Sebastian Coe      | Gran Bretagna    | 1'45"9 |
| Bronzo    | Nikolaj Kirov      | Unione Sovietica | 1'46"0 |
| 4         | Agberto Guimarães  | Brasile          | 1'46"2 |
| 5         | Andreas Busse      | Germania Est     | 1'46"9 |
| 6         | Detlef Wagenknecht | Germania Est     | 1'47"0 |
| 7         | José Marajo        | Francia          | 1'47"3 |
| 8         | David Warren       | Gran Bretagna    | 1'49"3 |